# Feidlimid mac Crimthain
Feidlimid mac Crimthain (770-847) roi de Munster (820-847), abbé de Cork et de Clonfert, Ard ri Érenn « en opposition » (838-841/847)

## Biographie
Fedlilmid mac Crimthain appartient au Clan des Eóganacht Chaisil de Cashel. Né en 770 il monte sur le trône de Cashel ou de Munster à l’âge de 50 ans en 820.
Il semble qu’il ait exercé des fonctions ecclésiastiques car il est présenté comme un Célé dé (moine). Les Annales notent en effet qu’au début de son règne en 823 « les Lois de Saint Patrick ont été établies au Munster en coopération avec Artri mac Conchobar d’Armagh » .
Feidlimid entreprend toutefois rapidement une suite de campagnes militaires où les monastères ne sont pas épargnés. Celui de Galinne des bretons (Comté d'Offaly) est brûlé en (823) , Delbna Bethra (Comté d'Offaly) en (826) . L’abbaye de Foire (Comté de Westmeath) est également brûlée.
Il combat ensuite le Connacht et les O'Neill lorsque tombe Follamon mac Donnchadh frère de l’Ard ri Érenn Conchobar mac Donnchada en 830.
En 836 il devient abbé de Corcach après avoir fait emprisonné son prédécesseur Dunlaing mac Cathussaig. Enfin avec les forces conjointes du Munster et du Leinster il pille Brega en 840.
Si les Annales d'Ulster et les Annales de Inisfallen s’accordent sur la rencontre entre Niall Caille mac Áeda et Feidlimid mac Crimthain en 838, elles divergent sur le lieu "Cluain Chonnaire Tomain" pour les premières et Cluain Ferta Brenainn pour les secondes mais surtout sur les suites de cette "royale conférence" qui ne sont pas précisées par les Annales d'Ulster alors que les Annales de Inisfallen indiquent que :
« Niall Caille mac Áeda roi de Tara se soumet à Fedlimid mac Crimthann. De ce fait Fedlimid devint le roi de toute l’Irlande et occupe la chaire d’abbé de Cluain Ferta   ».
Ces mêmes Annales indiquent qu’en 840 Fedlimid dévaste Leth Cuinn de Birr à Tara, contrôle Tara et capture Gormlaith la fille de Murchad roi de Leinster qui était l'épouse de l'Ard ri Érenn, avec ses suivantes pendant qu’Indrechtach mac Mael Duin est tué par lui à Tara.
Pour l’année 841 les Annales d’Ulster précisent encore que Feidlimid envahit Meath et Brega et s’arrête à Tara pendant que Niall envahit Fir Chell et Bethra. Il est ensuite indiqué que Feidlimid conduit une armée à Carmain (Clonburry comté de Kildare)  et que Niall marche contre lui à Mag Ochtar (Comté de Kildare) sans toutefois que là non plus que le résultat de la rencontre (bataille ?) soit explicité.Toutefois ces rencontres au succès incertain limitent les ambitions de Feidlimid dans le Leinster
L’entrée suivante précise simplement la date de la mort de Feidlimid mac Crimthain roi de Munster 847. les Annales d’Ulster le décrivant alors comme « un scribe, un anachorète et le meilleur des irlandais ».
Feidlimid aura comme successeur sur le trône de Cashel Ólchobar mac Cináeda qualifié d’abbé d’Imlech Ibuir (Comté de Desmond).